# Nepiedó (território da União)
Nepiedó (em birmanês: naypyitawk pyihtaunghcu naalmyaytwayko) é o Território da União de Mianmar (ou Birmânia) com sede em Nepiedó, que também é capital nacional. Segundo o censo de 2019, havia 1 269 188 habitantes.

## Geografia e estatuto político
Nepiedó é a única divisão administrativa do país que recebe o estatuto de Território da União. É gerida pelo governo central, que nomeia o presidente e membros do conselho. Desde 30 de março de 2011, Thein Nyunt é o atual presidente do Conselho, nomeado pelo presidente Thein Sein. Integram ainda o gabinete: Than Htay, coronel Myint Aung Than, Kan Chun, Paing Soe, Saw Hla, Myint Swe, Myint Shwe e Myo Nyunt.